# Pocillopora indiania
Espèce
Statut CITES
Pocillopora indiania est une espèce de coraux appartenant à la famille des Pocilloporidae.